# Yao Aziawonou
Yao Kaka Aziawonou (Lomé, Togo, 30 de noviembre de 1979) es un exfutbolista togolés, que se desempeñó como mediocampista y que militó en diversos clubes de Togo, Francia y Suiza (país donde jugó la mayor parte de su carrera).

## Clubes
| Club             | País    | Año         |
| ---------------- | ------- | ----------- |
| Etoile Filante   | Togo    | 1996 - 1997 |
| Nantes           | Francia | 1997 - 1998 |
| FC Sion          | Suiza   | 1998 - 1999 |
| Wangen bei Olten | Suiza   | 1999 - 2000 |
| FC Basilea       | Suiza   | 2000 - 2001 |
| FC Thun          | Suiza   | 2001 - 2003 |
| Servette         | Suiza   | 2003 - 2004 |
| Young Boys       | Suiza   | 2004 - 2006 |
| FC Lucerna       | Suiza   | 2006 - 2007 |
| Young Boys       | Suiza   | 2007 - 2008 |
| FC Winterthur    | Suiza   | 2008 - 2009 |
| FC Grenchen      | Suiza   | 2009 - 2010 |

## Selección nacional
Ha sido internacional con la Selección de fútbol de Togo; donde jugó 34 partidos internacionales y anotó solo un gol por dicho seleccionado. Incluso participó con su selección, en 1 sola Copa Mundial. La única Copa Mundial en que participó, fue en la edición de Alemania 2006, donde su selección quedó eliminado en la primera fase.